# Левченко, Анатолий Семёнович
Анато́лий Семёнович Ле́вченко (21 мая 1941, Краснокутск, Харьковская область, Украинская ССР — 6 августа 1988) — заслуженный лётчик-испытатель СССР (1986), лётчик-космонавт СССР (1987), Герой Советского Союза (1987).

## Биография
Анатолий Левченко родился 21 мая 1941 года в г. Краснокутске под Харьковом, там в 17 лет окончил среднюю школу в 1958 году. Военное образование получил в Черниговском высшем авиационном училище лётчиков (1964).

Член Коммунистической партии Советского Союза с 1965 года.

В 1964—1970 годах служил в Военно-воздушных силах СССР, вначале в районе Липецка, затем в Туркменистане.
После увольнения в запас в звании капитана окончил Школу лётчиков-испытателей Лётно-исследовательского института (ЛИИ) Министерства авиационной промышленности СССР (1971). В 1971—1977 годах — лётчик-испытатель ЛИИ, участвовал в испытаниях истребителей, бомбардировщиков и транспортных самолётов (всего освоил 87 типов и модификаций самолётов), в работах, направленных на улучшение характеристик боевых истребителей. Занимался прочностными и аэродинамическими исследованиями, доводкой серийных и модифицированных силовых установок и экспериментального оборудования.
С 1977 года — в группе специальной подготовки по программе «Буран». Лётчик-испытатель 1-го класса (1979). В 1980 году был зачислен в состав отряда космонавтов-исследователей (с 1981 это отряд космонавтов-испытателей). Первоначально планировался на должность командира дублирующего экипажа для первого космического полёта корабля «Буран», совершил несколько полётов в рамках горизонтальных лётных испытаний летающей лаборатории БТС-002.
С февраля 1987 года — заместитель начальника Отраслевого комплекса подготовки космонавтов-испытателей в ЛИИ.
21-29 декабря 1987 года участвовал в полёте на станцию «Мир» в качестве космонавта-исследователя на кораблях «Союз ТМ-4» (старт; командир экипажа — Владимир Титов, бортинженер — Муса Манаров) и «Союз ТМ-3» (посадка; командир экипажа — Юрий Романенко, бортинженер — Александр Александров). Продолжительность полёта — 7 суток 21 час 58 минут. Провёл исследование возможности управления «Бураном» в период острой адаптации к невесомости.
Сразу же после возвращения на землю провёл ещё одно исследование реакции пилота при управлении «Бураном» после воздействия факторов космического полёта.
Вскоре после полёта у Левченко была обнаружена опухоль головного мозга, которая быстро прогрессировала. Анатолий Семёнович умер 6 августа 1988 года. Он похоронен на Быковском мемориальном кладбище г. Жуковского Московской области, где захоронены многие лётчики.

## Статистика[4]
| # | Стартовый корабль | Старт, UTC        | Экспедиция     | Корабль посадки | Посадка, UTC      | Налёт                    | Выходы в открытый космос | Время в открытом космосе |
| - | ----------------- | ----------------- | -------------- | --------------- | ----------------- | ------------------------ | ------------------------ | ------------------------ |
| 1 | Союз ТМ-4         | 21.12.1987, 11:18 | Союз ТМ-4, Мир | Союз ТМ-3       | 29.12.1987, 10:12 | 07 суток 21 час 58 минут | 0                        | 0                        |

## Награды и звания
- Герой Советского Союза (1987)
- Орден Ленина (1987), медали
- Заслуженный лётчик-испытатель СССР (1986)

## Память

Мемориальная доска памяти А. С. Левченко в Жуковском Московской области

- Именем Анатолия Левченко названы улицы в городах Уфе и Жуковском .
- Именем Анатолия Левченко названа Краснокутская школа и улица, на которой он жил в юные годы.
- Мемориальная доска установлена в г. Жуковском Московской области на д. 2 по ул. Чкалова, где жил А. С. Левченко.